# Cytisanthus hassertianus
Cytisanthus hassertianus là một loài thực vật có hoa trong họ Đậu. Loài này được (Bald.) Gams mô tả khoa học đầu tiên năm 1923.